# Opistophthalmus karrooensis
Espèce
Synonymes
- Opisthophthalmus karrooensis rugosus Lawrence, 1946

Opistophthalmus karrooensis est une espèce de scorpions de la famille des Scorpionidae.

## Distribution
Cette espèce est endémique d'Afrique du Sud. Elle se rencontre au Cap-Occidental, au Cap-Oriental et au Cap-du-Nord.

## Description
Le mâle syntype mesure 106 mm et la femelle syntype 110 mm.

## Étymologie
Son nom d'espèce, composé de karroo et du suffixe latin -ensis, « qui vit dans, qui habite », lui a été donné en référence au lieu de sa découverte, le désert du Karoo.

## Publication originale
- Purcell, 1898 : Descriptions of new South African scorpions in the collection of the South African Museum. Annals of the South African Museum, vol. 1, p. 1–32 (texte intégral).